# Thiago Sens
Thiago Henrique Sens (Blumenau, 2 luglio 1985) è un pallavolista brasiliano.
Gioca nel ruolo di schiacciatore nello Sporting Lisbona.

## Carriera

### Club
La carriera di Thiago Sens inizia nel Barão, squadra della sua città natale, dove conquista diversi titoli a livello giovanile. Nella stagione 2003-04 fa il suo esordio in Superliga con la maglia dell'Unisul; in quattro anni conquista un titolo brasiliano e tre edizioni del Campionato Catarinense.
Nel campionato 2007-08 si trasferisce al Banespa e successivamente al BVC, che prende il posto della società di Campinas a seguito di problemi finanziari. nel 2011-12 passa al RJX, poi rinominato RJ, dove vince il suo secondo titolo di campione del Brasile, oltre a tre Campionati Carioca. 
Al termine dell'esperienza con la società di Rio de Janeiro emigra negli Emirati Arabi Uniti, disputando un'annata con l'Al-Jazira, prima di far ritorno in patria alla Funvic, con la quale vince il Campionato Paulista 2014. Al termine della stagione 2015-16 viene ingaggiato dalla squadra italiana del Modena per disputare i play-off scudetto, con cui si aggiudica il campionato.
Nella stagione 2016-17 veste la maglia del Paris, nella Ligue A francese, dove resta anche nel biennio seguente, difendendo i colori del Montpellier. Nel campionato 2019-20 emigra in Portogallo, giocando nella Primeira Divisão con lo Sporting Lisbona.

### Nazionale
Riceve diverse convocazioni nella nazionale Under-21 brasiliana: conquista infatti la medaglia d'argento al campionato mondiale Under-21 2005 disputato in India. 
Nel 2006 viene convocato invece in nazionale maggiore da Bernardo de Rezende per una serie di amichevoli contro l'Argentina. In seguito vince la medaglia d'oro alla coppa panamericana 2011 e la medaglia d'argento all'Universiade 2009.

## Palmarès

### Club
- Campionato brasiliano: 2

2003-04, 2012-13
- Campionato italiano: 1

2015-16
- Campionato Catarinense: 3

2003, 2004, 2005
- Campionato Carioca: 3

2011, 2012, 2013

### Nazionale (competizioni minori)
- Campionato mondiale Under-21 2005
- Universiade 2009
- Coppa panamericana 2011

### Premi individuali
- 2011 - Coppa panamericana 2011: Miglior ricevitore